# Errore statistico
L'errore casuale o statistico o indeterminato o accidentale è un errore di misurazione che può incidere con la stessa probabilità in aumento o in diminuzione sul valore misurato. Influenza la precisione del risultato.
Dalla definizione segue che una serie ripetuta di misurazioni comporta la progressiva riduzione dell'errore casuale, poiché i singoli scostamenti si annullano reciprocamente.
Questo genere di errore è prodotto da fenomeni aleatori derivati da errori di lettura degli strumenti o fluttuazioni indotte da fenomeni esterni, come disturbi, variazioni di temperatura ecc. Più uno strumento è preciso e meno questi fenomeni aleatori influenzano la misurazione (e dunque più piccoli sono mediamente gli errori casuali associati).

## Errore intrinseco
L'errore casuale nella misurazione è in qualche modo non eliminabile. Questo è dovuto al fatto che l'errore dipende non solo dal misuratore e dal sistema di misura, ma anche dal sistema misurato.
L'origine di quest'ultima fonte d'errore (che si può chiamare errore intrinseco) può essere molteplice.
Ad esempio una fonte di errore intrinseco può essere che la quantità stessa che si vuole misurare non è costante nel tempo.
La meccanica quantistica afferma che vi sono degli errori intrinseci non colmabili. In particolare che un sistema non presenta un unico valore di una quantità misurabile (in gergo, osservabile), bensì che il sistema è caratterizzato da una sovrapposizione di diversi stati (corrispondenti ai diversi valori della quantità misurata). Quello che si ottiene dalla misura è un valore che dipende da questi stati sovrapposti, dalla loro probabilità e dal valore corrispondente ad ogni stato. Senza entrare nel dettaglio si può dire che il valore ottenuto è un valore medio, dipendente dal tempo. In alcuni casi è possibile realizzare delle apposite misure per conoscere quale sia la probabilità dei diversi stati. Tuttavia il principio di indeterminazione di Heisenberg indica che non è possibile conoscere simultaneamente con incertezza nulla il valore di due quantità coniugate.
Pertanto lo sperimentatore può ridurre al minimo l'errore casuale, ma non a zero, e deve essere consapevole dell'ammontare dell'incertezza sulla sua misura.